# William H. Etter

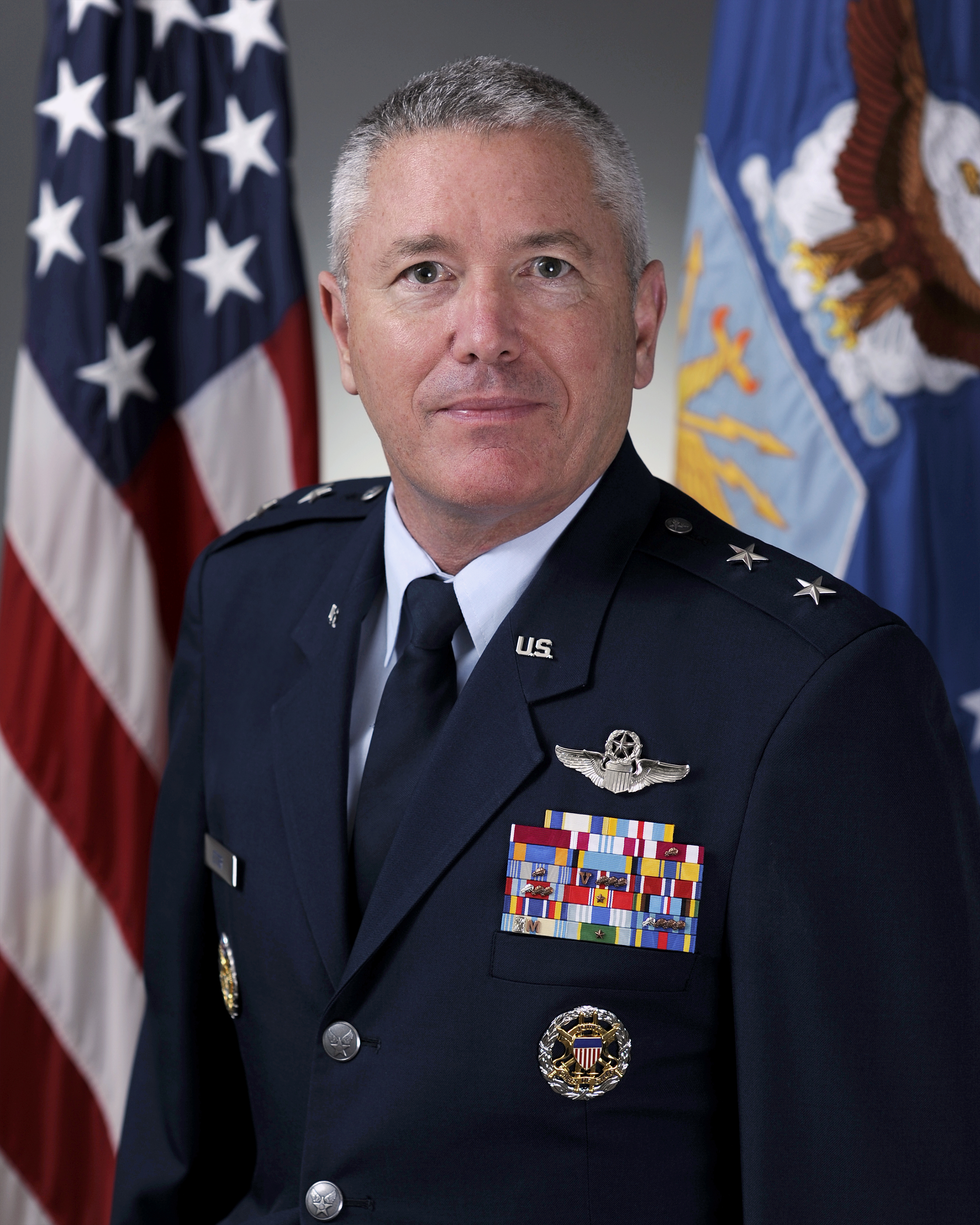
William H. Etter als Generalleutnant (2012)

William H. Etter (* um 1957) ist ein pensionierter Generalleutnant der United States Air Force. Er war unter anderem Kommandeur der 1. Luftflotte (First Air Force).
Über das ROTC-Programm der University of Connecticut gelangte er im Jahr 1979 in das Offizierskorps der United States Air Force. Dort durchlief er anschließend alle Offiziersränge vom Leutnant bis zum Drei-Sterne-General.
Im Lauf seiner militärischen Karriere absolvierte er verschiedene Kurse und Schulungen. Dazu gehörten unter anderem eine Ausbildung zum Kampfpiloten und weitere Fortbildungskurse als Pilot neuer Flugzeugtypen; das Air War College über einen Fernkurs; der Dual Status Title 10/32 Joint Task Force Commanders Course in Norfolk in Virginia; der Combined Force Air Component Commander (CFACC) Course auf der Maxwell Air Force Base in Alabama; der Capstone General and Flag Officer Course der National Defense University in Fort Lesley J. McNair, Washington, D.C.; das Senior Executive Seminar am George C. Marshall Zentrum für europäische Sicherheitsstudien in Garmisch-Partenkirchen und der Pinnacle General and Flag Officer Course, ebenfalls an der National Defense University. Außerdem erhielt er akademische Grade von der Troy University, der Harvard Kennedy School und der University of Pennsylvania.
In seinen frühen Jahren als Offizier der Luftwaffe war er an verschiedenen Stützpunkten stationiert. Dabei war er als Pilot, Flugausbilder oder Stabsoffizier bei unterschiedlichen Einheiten tätig. Dazwischen absolvierte er die erwähnten Schulungen. Zwischen Februar 1982 und Juli 1985 war er mit der 496. Kampfstaffel auf der Hahn Air Base in Deutschland stationiert. Danach setzte er seine Laufbahn in den Vereinigten Staaten fort. Ab 1987 diente er bei den Luftstreitkräften der Vermont National Guard.
Zwischen August 1993 und April 1997 kommandierte William Etter als Oberstleutnant die 134. Kampfstaffel (134th Fighter Squadron), die ebenfalls zur Luftabteilung der Nationalgarde von Vermont gehörte. Danach erhielt er das Kommando über die 158th Operations Group, die in Burlington in Vermont ansässig war und ebenfalls zur Nationalgarde dieses Staates gehörte. Anschließend wurde er zum Hauptquartier der Luftstreitkräfte Vermonts nach Colchester versetzt. Zwischen November 2001 und August 2003 leitete er dort die Stabsabteilung für Operationen (Director of Operations, Headquarters Vermont Air National Guard, Colchester).
Auch in den folgenden Jahren gehörte er dem Generalstab der Nationalgarde von Vermont an. Bis zum Januar 2007 war er Assistant Adjutant General for Air Kommandeur der Lufteinheiten dieser Nationalgarde. Im September 2006 wurde er für kurze Zeit in den Irak versetzt. Dann kehrte er zu seiner Aufgabe bei der Nationalgarde Vermonts zurück. Nach dem Ende dieser Mission wurde Etter im Februar 2007 zum Stab des National Guard Bureaus versetzt. Bis zum Juni 2012 war er dort in unterschiedlichen führenden Positionen innerhalb der Stabsabteilungen J3 und J5 tätig.
Im Juni 2012 wurde William Etter zum Stab der Joint Chiefs of Staff in Washington, D.C. versetzt. Bis zum März 2013 war er dort als Berater für Angelegenheiten der Nationalgarden der einzelnen Bundesstaaten tätig. Am 7. März 2013 übernahm er auf der Tyndall Air Force Base in Florida als Nachfolger von Stanley E. Clarke III das Kommando über die 1. Luftflotte, die hauptsächlich aus Geschwadern verschiedener Nationalgarden besteht. Gleichzeitig kommandierte er das dortige regionale Kontrollzentrum des North American Aerospace Defense Commands (NORAD). Diese Aufgaben bekleidete er bis zum 11. Juli 2016 als R. Scott Williams seine Nachfolge antrat. Anschließend schied er aus dem aktiven Militärdienst aus.
Während seiner aktiven Zeit als Militärpilot absolvierte er über 3700 Flugstunden auf verschiedenen Flugzeugtypen.

## Daten der Beförderungen
| Abzeichen | Rang               | Jahr               |
| --------- | ------------------ | ------------------ |
|           | Second Lieutenant  | 20. Mai 1979       |
|           | First Lieutenant   | 20. Mai 1981       |
|           | Captain            | 20. November 1983  |
|           | Major              | 12. September 1989 |
|           | Lieutenant Colonel | 3. Oktober 1993    |
|           | Colonel            | 30. März 2000      |
|           | Brigadier General  | 28. Januar 2004    |
|           | Major General      | 1. Februar 2007    |
|           | Lieutenant General | 7. März 2013       |

## Orden und Auszeichnungen
William Etter erhielt im Lauf seiner militärischen Laufbahn unter anderem folgende Auszeichnungen:
- Air Force Distinguished Service Medal
- Defense Superior Service Medal
- Legion of Merit
- Defense Meritorious Service Medal
- Meritorious Service Medal
- Air Medal
- Aerial Achievement Medal
- Air Force Commendation Medal
- Air Force Achievement Medal
- Air Force Outstanding Unit Award
- Air Force Organizational Excellence Award
- Combat Readiness Medal
- National Defense Service Medal
- Armed Forces Expeditionary Medal
- Global War on Terrorism Service Medal
- Air Force Longevity Service Award